# Skramníky (hradiště)
Skramníky jsou předpokládané raně středověké hradiště v intravilánu stejnojmenné vesnice u Klučova v okrese Kolín ve Středočeském kraji. Pozemky, na kterých stávalo, jsou památkově chráněny jako možná archeologická lokalita.
Předpokládaná existence hradiště vychází z jediného popisu, který koncem devatenáctého století zaznamenal Josef Ladislav Píč. Podle něj byl ještě krátce před vznikem jeho popisu na návrší s kostelem Stětí svatého Jana Křtitele patrný dvojitý val se souběžnými příkopy, který vymezoval plochu s rozlohou asi dvaceti korců. Šířka opevnění měřila asi třicet kroků. V době Píčovy návštěvy byly valy už zahlazené.
Podle raně středověkých nálezů ze vsi se předpokládá, že hradiště existovalo nejspíše v době hradištní. Nacházelo se v nadmořské výšce okolo 225 metrů a mohlo dosahovat rozlohy asi sedmi hektarů.